# مقاطعة بارون
مقاطعة بارون ((بالبشتوية: پارون ولسوالۍ)‏، (بالفارسية: ولسوالی پارون)) هي إحدى مقاطعات ولاية نورستان في أفغانستان. مركز المقاطعة هو بارون، وهي مدينة صغيرة.